# Cornelia Saborowski
Cornelia Saborowski (* 1971 in München) ist eine deutsche Schauspielerin. Sie studierte Schauspiel am Münchner Schauspiel Studio.

## Filme (Auswahl)
- Wunderkinder
- Zerbrochener Mond
- Feuer und Flamme

## Fernsehen (Auswahl)
- Die Schwarzwaldklinik, Episodenhauptrolle
- Praxis Bülowbogen, Episodenhauptrolle
- Marienhof, Episodenhauptrolle
- Um Himmels Willen, Episodenrolle
- Die Häßliche – Kai und Miriam, Hauptrolle
- Weißblaue Wintergeschichten, Nebenrolle
- Für alle Fälle Stefanie, Episodenhauptrolle
- alphateam – Die Lebensretter im OP, Episodenhauptrolle
- Geschichten aus dem Nachbarhaus, Hauptrolle
- Weißblaue Geschichten, Nebenrolle
- Verkehrsgericht, Episodenrolle
- Streit um drei, Episodenhauptrolle
- Abel, Episodenrolle
- Julia, Nebenrolle
- Das Baby der schwangeren Toten, Nebenrolle
- Fernsehen und Wirklichkeit, Nebenrolle
- So ein Schlamassel, Nebenrolle

## Theater (Auswahl)
- Theater München – Katzlmacher, Nebenrolle
- Unternehmenstheater – Wir fusionieren, Hauptrolle